# Умершие в мае 1942 года
Это список известных людей, соответствующих установленным критериям значимости (см. Википедия:Критерии значимости персоналий), умерших в мае 1942 года.
Причина смерти указывается лишь в исключительных случаях (убийство, самоубийство, гибель в результате военных действий, смертная казнь, ДТП или несчастные случаи). В остальных случаях — не указывается.

## 1 мая
- Схулухия, Григорий Петрович (32) — Герой Советского Союза.
- Эйпер, Эрнест (27) — югославский словенский разведчик франко-германского происхождения, участник Народно-освободительной войны, Народный герой Югославии (посмертно). Казнён итальянскими оккупантами.

## 2 мая
- Каменка, Борис Абрамович (87) — купец 1-й гильдии, банкир, коммерции-советник (1901). Председатель правления Азовско-Донского банка (1910−1917). Умер во Франции.
- Михайлов, Григорий Михайлович (40) — командир танкового батальона 11-й легкотанковой бригады 1-й армейской группы, майор.

## 3 мая
- Караманди, Элпида (22) — македонская партизанка арумынского происхождения, участница Народно-освободительной войны Югославии, Народный герой Югославии. Умерла от ран и побоев в болгарском плену.
- Стаунинг, Торвальд (68) — датский государственный и политический деятель, премьер-министр Дании в 1924—1926 и 1929—1942 годах, первый государственный министр от социал-демократической партии в истории Дании.
- Ярхо, Борис Исаакович (53) — русский филолог-медиевист, фольклорист, теоретик и историк литературы, стиховед, переводчик.

## 4 мая
- Чемпель, Иосиф (58) — блаженный Римско-Католической Церкви, священник, монах, мученик. Погиб в Дахау

## 5 мая
- Каблуков, Иван Алексеевич (84) — русский физико-химик. Член-корреспондент АН СССР (1928). Умер в эвакуации в Ташкенте.
- Левидов, Михаил Юльевич — российский журналист, писатель и драматург.
- Неборак, Александр Андреевич — советский военачальник, комбриг (1935). Участник Великой Отечественной войны, командир 253-й стрелковой дивизии. Покончил жизнь самоубийством.

## 6 мая
- Гостыньский, Казимеж (58) — блаженный Римско-Католической Церкви, священник, педагог. Погиб в Дахау.
- Лансере, Николай Евгеньевич (63) — российский и советский архитектор-художник, профессор Академии Художеств. Репресситрован, погиб на пересылке во время войны. Реабилитирован посмертно.

## 7 мая
- Безбородько, Николай Иванович — советский украинский геолог, минералог, петрограф, доктор наук (1935), профессор. Репрессирован. Умер в советском лагере. Реабилитирован посмертно.
- Бухгольц, Фёдор Фёдорович (84) — российский художник, график, педагог немецкого происхождения, профессор. Умер в блокадном Ленинграде.
- Вайнгартнер, Феликс (78) — австрийский дирижёр и композитор.
- Галушкин, Александр Иванович — военный контрразведчик Черноморского флота, батальонный комиссар, майор госбезопасности, участник обороны Крыма.
- Знаменский, Серафим Иванович (36) — советский легкоатлет, стайер, победитель и призёр чемпионатов СССР. Заслуженный мастер спорта СССР. Самоубийство.
- Казинец, Исай Павлович (32) — белорусский инженер еврейского происхождения, руководитель минского подполья, Герой Советского Союза (посмертно), казнён немецкими оккупантами.

## 8 мая
- Азаров, Семён Иванович (33) — участник советско-финской и Великой Отечественной войн, командир 298-го стрелкового полка 186-й стрелковой дивизии 14-й армии Карельского фронта, Герой Советского Союза (посмертно), подполковник. Погиб в бою.
- Реэк, Николай (52) — эстонский военный деятель, генерал-лейтенант. Погиб в советском лагере.
- Филимонов, Анатолий Афанасьевич — один из деятелей обновленческого движения. Обновленческий архиерей: епископ Коломенский, 1-й викарий Московской митрополии; с октября 1941 года — временно управляющий Московской митрополией (Председатель епархиального управления)

## 9 мая
- Олга Петров (21) — югославская сербская учительница, партизанка Народно-освободительной войны Югославии, Народный герой Югославии.
- Толкачёв, Николай Иванович — советский военный и партийный деятель, журналист, бригадный комиссар, участник Великой Отечественной войны, комиссар 85-й стрелковой дивизии, участникпартизанского движения, руководитель отдела пропаганды Военного совета партизанского движения, главный редактор подпольной газеты «Голос Родины». Казнён немецкими оккупантами.
- Чедомир Чупич — югославский черногорский студент, участник Народно-освободительной войны Югославии.

## 10 мая
- Озеров, Иван Христофорович (73) — — русский профессор, финансист, экономист, специалист по городскому планированию. Умер в блокадном Ленинграде

## 11 мая
- Богаевский, Борис Леонидович — русский и советский филолог, историк, археолог, профессор Ленинградского университета, сотрудник Института истории материальной культуры АН СССР. Умер в блокадном Ленинграде.
- Львов, Владимир Николаевич (45) — советский военачальник, генерал-лейтенант, заместитель командующего Закавказского фронта, команующий 51-й армии. Погиб при авианалёте на штаб армии.

## 12 мая
- Бахвалов, Василий Петрович (28) — советский лётчик, участник Советско-финской и Великой Отечественной войн, младший командир; Герой Советского Союза (15.01.1940). Погиб в бою
- Бубякин, Николай Васильевич (44) — советский государственный и партийный деятель, председатель СНК Якутской АССР (1928—1929), умер в тюрьме.
- Гаджиев, Магомет Имадутдинович (34) — капитан 2 ранга, командир дивизиона подводных лодок Северного флота, Герой Советского Союза (посмертно). Погиб на потопленной немецким самолётом подводной лодке.
- Перепелица, Поликарп Лазаревич (24) — механик-водитель танка 36-й танковой бригады 38-й армии Юго-Западного фронта, старший сержант, Герой Советского Союза (посмертно). Погиб в бою.
- Шестаков, Михаил Денисович (34) — Герой Советского Союза.
- Чмелик, Янко (36) — югославский партизан словацкого происхождения, Народный герой Югославии (посмертно). Казнён усташами.

## 13 мая
- Андрио, Жозетта (55) — французская актриса.
- Васильченко, Алексей Андреевич (29) — советский военный лётчик, участник Великой Отечественной войны, заместитель командира эскадрильи 316-го разведывательного авиационного полка Юго-Западного фронта, Герой Советского Союза (1942), лейтенант. Погиб в бою.
- Гринбаум, Хайам (41) — британский дирижёр и композитор.
- Куриленко, Владимир Тимофеевич (17) — участник Великой Отечественной войны, партизан-подрывник партизанского отряда Смоленской области, Герой Советского Союза (посмертно). Погиб в бою
- Степанов, Арсений Иванович (17) — участник Великой Отечественной войны, Герой Советского Союза.

## 14 мая
- Беляев, Константин Иванович (57) — вологодский архитектор (1922—1928 годы — губернский архитектор), инженер (1926—1928 годы — губернский инженер), краевед.
- Генкель, Алексей Александрович (33) — советский геоботаник.
- Уоткинз, Уолтер — валийский футболист, центральный нападающий, игравший за «Сток Сити», «Астон Виллу», «Сандерленд», другие английские и валийские клубы, а также за сборную Уэльса.
- Эрлих, Хенрих Моисеевич — видный деятель Бунда, один из организаторов Международного еврейского антигитлеровского комитета. Репрессирован. Покончил жизнь самоубийством в советской тюрьме после вынесения смертного приговора.

## 15 мая
- Здобнов, Николай Васильевич (53) — советский библиограф, краевед Урала, Сибири и Дальнего Востока, член Центрального Бюро краеведения при Академии наук. Репрессирован. Умер в советском лагере. Реабилитирован посмертно.
- Ионсон, Густав Юрьевич (62) — офицер Русской Императорской армии, эстонский и советский военный деятель. Расстрелян в Москве.
- Круус, Яан (58) — эстонский и советский военный деятель. Расстрелян в Москве. Реабилитирован посмертно.
- Перепелица, Александр Михайлович (24) — — советский военный лётчик. Участник Великой Отечественной войны. Старший лейтенант авиации. Герой Советского Союза. Погиб в бою.
- Пивоваров, Григорий Леонтиевич (34) — украинский советский скульптор-монументалист. Погиб в бою на фронте Великой Отечественной войны.
- Рёвер, Карл — партийный деятель НСДАП, министр-президент и имперский наставник Ольденбурга (1932—1942)
- Хайдебранд унд дер Лаза, Ганс-Кристоф фон (48) — немецкий офицер, участник первой и второй мировых войн. Генерал-майор, командир 23-й пехотной бригады. Погиб в бою на Восточном фронте.

## 16 мая
- Выглазов, Григорий Исаевич — ефрейтор Рабоче-крестьянской Красной Армии, участник Великой Отечественной войны. Герой Советского Союза (посмертно). Погиб в бою.
- Возняк, Михал (66) — блаженный Римско-Католической Церкви, священник, мученик. Погиб в Дахау
- Малиновский, Бронислав Каспар (58) — британский антрополог польского происхождения, основатель функционализма в антропологии. Умер от сердечного приступа.
- Устюжанин, Яков Маркович — младший лейтенант, участник Великой Отечественной войны, командир взвода 260-й отдельной разведывательной роты 188-й стрелковой дивизии 11-й армии, сражавшейся на Северо-Западном фронте. Герой Советского Союза (посмертно). Погиб в бою.
- Харазия, Владимир Камсагович (26) — командир дивизиона 307-го артиллерийского полка 169-й стрелковой дивизии 28-й армии Юго-Западного фронта, старший лейтенант. Герой Советского Союза (посмертно). Погиб в бою.

## 17 мая
- Карамзина, Мария Владимировна (42) — русская и эстонская поэтесса, прозаик, литературный критик, переводчица. Погибла от голода в советской ссылке.
- Чекрыгин, Александр Иванович (57) — российский советский артист балета, балетный педагог, балетмейстер. Скончался в эвакуации в Ташкенте

## 18 мая
- Ивашкин, Василий Ильич (33) — майор Рабоче-крестьянской Красной Армии, участник Великой Отечественной войны, заместитель командира эскадрильи 608-го бомбардировочного авиаполка Карельского фронта. Герой Советского Союза (посмертно). Погиб в бою.
- Кубский, Станислав (65) — блаженный Римско-Католической Церкви, священник, мученик. Погиб в Бухенвальде
- Опжондек, Мартин (58) — блаженный Римско-Католической Церкви, священник из монашеского ордена францисканцев, мученик. Погиб в Хартхайме.
- Шершеневич, Вадим Габриэлевич (49) — поэт, переводчик, один из основателей и главных теоретиков имажинизма. Умер от туберкулёза в эвакуации в Барнауле.

## 19 мая
- Вейнберг, Борис Петрович (70) — российский и советский физик. Умер от голода в блокадном Ленинграде.
- Уэйт, Артур Эдвард (84) — христианский мистик, оккультист, ученый, масон, разработчик Таро Райдера-Уэйта

## 20 мая
- Барковский, Виктор Антонович (22) — советский лётчик-истребитель, участник Великой Отечественной войны, Герой Советского Союза (посмертно), младший лейтенант. Погиб в бою.
- Гимар, Эктор (75) — французский архитектор и дизайнер, представитель стиля модерн.
- Катык, Арон Ильич (59) — выдающийся караимский писатель, педагог и общественный деятель, первый газзан (священник) с высшим образованием. Умер от голода в блокадном Ленинграде.
- Кончар, Раде (30) — югославский хорватский партизан. Расстрелян немецкими оккупантами.
- Крюков, Николай Васильевич (34) — Командир эскадрильи 53-го дальнебомбардировочного авиационного полка, 40-я авиационная дивизия, авиации дальнего действия, капитан, Герой Советского Союза. Погиб при выполнении боевого задания.
- Левитский, Григорий Андреевич (63) — российский и советский ученый, цитолог, морфолог растений, генетик. Член-корреспондент АН СССР с 1932. Ввел термин «кариотип» в современном его понимании. Репрессирован, умер в советской тюрьме. Реабилитирован посмертно.
- Панкевич, Анастасий (59) — — блаженный Римско-Католической Церкви, францисканец, мученик. Погиб в Дахау

## 21 мая
- Анисов, Андрей Фёдорович — советский военачальник, генерал-майор (1940), участник Великой Отечественной войны, начальник Штаба Резервного фронта, начальник штаба 57 армии Южного фронта. Покончил с собой во избежание плена.
- Габышев, Александр Гаврилович (43) — советский государственный и партийный деятель, председатель ЦИК Якутской АССР (1934—1938), расстрелян.
- Дяченко, Дмитрий Михайлович — украинский архитектор, основатель и первый ректор Украинского архитектурного института в Киеве (1918—1922). Репрессирован. Умер от истощения в советском лагере. Реабилитирован посмертно.
- Томшич, Антон — югославский словенский студент, оргсекретарь ЦК Коммунистической партии Словении, деятель рабочего движения. Участник Народно-освободительной войны Югославии, Народный герой Югославии (посмертно). Казнён итальянскими оккупантами.

## 22 мая
- Кончар, Раде (30) — югославский хорватский партизан, участник Народно-освободительной войны Югославии, секретарь ЦК Коммунистической партии Хорватии и член ЦК КПЮ. Организатор антифашистского подполья в Хорватии, Народный герой Югославии (посмертно). Казнён итальянскими оккупантами.
- Прухник, Адам (50) — польский политический деятель и историк. Умер от сердечного приступа.
- Филипович, Степан (26) — югославский партизан, народный герой Югославии (посмертно). Казнён немецкими оккупантами.
- Якич, Анте (27) — югославский слесарь, партизан Народно-освободительной войны, Народный герой Югославии (помертно). Погиб в бою с четниками.

## 23 мая
- Георгий Алексеев — главный военный прокурор ВМФ.
- Бах, Франц Иванович (56) — российский и советский немецкий писатель и поэт. Репрессирован. Умер в заключении. Реабилитирован посмертно.
- Коленковский, Александр Константинович (61) — российский и советский военачальник, советский военный историк, генерал-лейтенант (1940), профессор (1938), доктор военных наук (1941).
- Политцер, Жорж — французский психолог и философ венгерского происхождения. Участник Сопротивления, теоретик марксизма, коммунист. Казнён немецкими оккупантами.
- Эшби, Чарльз Роберт (79) — английский архитектор и дизайнер.

## 24 мая
- Бирюков, Борис Васильевич (25) — лейтенант Рабоче-крестьянской Красной Армии, участник Великой Отечественной войны, командиром эскадрильи 92-го истребительного авиаполка 44-й истребительной авиадивизии 6-й армии Юго-Западного фронта, Герой Советского Союза (1941). Погиб в бою.
- Буриан, Ян (65) — чешский виолончелист и музыкальный педагог
- Герман (Вейнберг) — епископ Алма-Атинский. Репрессирован. Скончался в тюремной больнице.
- Горбачевский, Иван Яковлевич (88) — украинский химик, биохимик, гигиенист и эпидемиолог, общественно-политический деятель.

## 25 мая
- Али Рида Баша ар-Рикаби — первый премьер-министр Сирии (1918—1919, 1919—1920), премьер-министр Трансиордании (1922—1923, 1924—1926)
- Алтаузен, Джек (34) — советский поэт. Погиб в бою.
- Ананьев, Анатолий Андреевич (41) — советский политический деятель, 1-й секретарь Витебского областного комитета КП(б) Белоруссии (1938), умер в ИТЛ.
- Анисов, Андрей Фёдорович — советский военачальник, генерал-майор, — начальник штаба 57-й армии на Южном фронте. Самоубийство во избежание плена.
- Бернард, Зенон — общественный и политический деятель Люксембурга, один из основателей и председатель Коммунистической партии Люксембурга. Умер в нацистской тюрьме.
- Григорий Ковалёв (42) — советский военный деятель.
- Олекса Десняк (33) — украинский советский писатель, военный корреспондент, погиб в бою.
- Подлас, Кузьма Петрович (48) — советский военачальник, генерал-лейтенант (1941). Участник Великой Отечественной войны, командующий 40-й и 57-й армиями. Погиб во время выхода из окружения.
- Хлебцев, Василий Андреевич (48) — советский военачальник, генерал-майор. Участник первой мировой, гражданской и Великой Отечественной войн. Командир 110-й стрелковой дивизией (1-го формирования). Погиб в бою.

## 26 мая
- Бобкин, Леонид Васильевич (48) — советский военачальник, генерал-майор (1940), участник Великой Отечественной войны, помощник командующего Юго-Западным фронтом. Погиб в бою.
- Костенко, Фёдор Яковлевич (46) — — советский военачальник, участник Великой Отечественной войны, генерал-лейтенант, командующий 26-й армией, командующий и заместитель командующенго Юго-Западным фронтом, Погиб на фронте
- Матыкин, Филипп Николаевич (42) — советский военачальник, генерал-майор (1940), участник Великой Отечественной войны, командир 47-й горнострелковой дивизией 6-й армии, погиб при выходе из окружения.
- Омельянюк, Владимир Степанович (25) — Герой Советского Союза.
- Убийвовк, Елена Константиновна (23) — участница Великой Отечественной войны, украинская полтавская подпольщица, Герой Советского Союза (посмертно). Расстреляна немецкими оккупантами.

## 27 мая
- Берг, Макс Васильевич (65) — российский флейтист немецкого происхождения.
- Борисов, Аркадий Борисович(Арон Шистер) (41) — советский военачальник, генерал-майор, командир кавалерийской группы 6-го кавалерийского корпуса Юго-Западного фронта. Расстрелян как еврей в немецком плену.
- Горбко, Юрий Николаевич (34) — подполковник Рабоче-крестьянской Красной Армии, участник советско-финской и Великой Отечественной войны, Герой Советского Союза (1940). Погиб на фронте
- Городнянский, Авксентий Михайлович (46) — советский военачальник, в годы Великой Отечественной войны командующий 13-й и 6-й армиями, генерал-лейтенант. Самоубийство на фронте, в окружении.
- Кузьмин, Григорий Иванович (47) — советский военный деятель, Генерал-майор танковых войск.
- Малиев, Георгий Гадоевич (55) — осетинский советский поэт и публицист. Репрессирован. Умер в советском лагере. Реабилитирован посмертно.
- Розенфельд, Михаил Константинович (35) — русский советский писатель, журналист и сценарист. Погиб на фронте Великой Отечественной войны.
- Свинаренко, Пётр Григорьевич — советский государственный и партийный деятель, председатель Исполнительного комитета Харьковского областного совета (1940—1942). Погиб во время налёта вражеской авиации.
- Чэнь Дусю (62) — китайский революционер и политик, философ, один из основателей и первый генеральный секретарь Коммунистической партии Китая (1921—1927).

## 28 мая
- Берримор, Джон (60) — американский актёр театра и кино, исполнитель шекспировских ролей на сцене.
- Васьковский, Евгений Владимирович (76) — российский и польский цивилист и процессуалист, адвокат и судья.
- Ёсано, Акико (63) — японская поэтесса
- Кальцекки-Онести, Ичилио — итальянский офицер, танкист во время Второй мировой войны. Кавалер высшей награды Италии за подвиг на поле боя — золотой медали «За воинскую доблесть» (посмертно). Погиб в битве при Бир Хакейме
- Ломан-Люткеман, Алида (73) — нидерландская певица (сопрано)
- Рябок, Владимир Самсонович (28) — секретарь Дятьковского районного комитета комсомола, политрук молодёжного партизанского отряда, один из руководителей и организаторов партизанского движения на Брянщине. Герой Советского Союза (посмертно)

- Шаров, Василий Васильевич (32) — Герой Советского Союза.

## 29 мая
- Рябок, Владимир Самсонович (28) — Герой Советского Союза.

## 30 мая
- Сафонов, Борис Феоктистович — советский лётчик, герой Великой Отечественной войны, дважды Герой Советского Союза. Погиб в бою.